# Либански грађански рат
Либански грађански рат (1975—1990) има корен у конфликтима и политичким компромисима након краја османске окупације Либана. Подстакнут је демографским променама у земљи, хришћанско-муслиманским разликама и мешањем Сирије, Израела и Палестинске ослободилачке организације (ПЛО). Након кратке паузе у сукобима 1976. под притиском Арапске лиге и сиријске интервенције, грађански се рат наставља, фокусиран највише у јужном Либану.
До почетка Либанског грађанског рата, Бејрут, главни град Либана, био је познат по својим широким булеварима, француској архитектури и модернизму и био је познат као Париз Блиског истока, док је Либан као цела држава био познат као Швајцарска Блиског истока и уживао веома миран живот у региону у којем су религијски конфликти били свакодневни.

## Позадина
Након Арапско-израелског сукоба 1948. године, Либан је постао уточиште 110.000 избеглица из Палестине који су пребегли из Израела. Додатни број палестинских избеглица је дошао у Либан након новог Арапско-израелског сукоба 1967. године и Црног Септембра. 1975. године број избеглица је достигао преко 300.000 људи које је предводио Јасер Арафат, који је истовремено био и на челу Палестинске ослободилачке организације. Током раних 70-их година, тензије су порасле услед великог броја палестинских избеглица на југу земље. У самом почетку дошло је до сукоба палестинских избеглица и Либанаца који су припадали левици. Током сукоба, сукобљене стране су добијале дефинисанији облик, те су на једној страни сукоба били хришћани, на челу са Баширом Жемајилом, док су на другој страни биле палестинске избеглице, сунитски муслимани и Друзи. Грађански рат који је непосредно уследио је оставио нацију без икакве организационе власти.

## Рат

### Почетак
У априлу 1975. напад на једну бејрутску цркву изазвао је одговор хришћанских фалангиста и масакр Палестинаца. Борбе између ПЛО-а и либанских муслимана с либанском војском резултовале су пуцањем земље по етничким шавовима и престанком функционисања централне власти. Земља је подељена на територије под контролом хришћанских милиција, милиција сунитских и шиитских муслимана, Друза, те палестинских герилаца. Главни град Бејрут такође је подељен на делове под контролом хришћанских милиција и под контролом муслиманских снага.
Почетком 1976. године превагу у рату почеле су односити муслиманске милиције, али ситуацију ће у јуну преокренути улазак Сирије у Либански рат.

### Сиријска интервенција и окупација
Јуна 1976. године Сирија је послала 40.000 војника у Либан како би спречила губитке на хришћанској страни од палестинских снага. Чињеница да су војници Сирије ратовали против Палестинаца је веома иронична. Либанци, заједно са Сиријцима, потиснули су Палестинце из Бејрута у јужни део земље. Током неколико следећих година дошло је до мешања снага и Сирија је почела да сарађује са Палестинцима и на крају потпуно заузела њихову страну, док су хришћани добили такође необичног партнера у сукобу - Израел. Сиријске трупе су остале у Либану, притом ефективно доминирале владом Либана, све до првих година 21. века. Трупе су се најзад повукле априла 2005. године.

### Прва израелска инвазија и окупација
Међугранични напади палестинских група на југу Либана уперени против цивилног становништва на израелским територијама довели су до израелске интервенције и инвазије Израелских одбрамбених снага 15. марта 1978. године, у операцији под називом Литани. Израелци тада уништавају палестинске базе и протерују милитанте према северу. Неколико дана касније, Савет безбедности Уједињених нација издао је резолуције 425 и 426, које су захтевале повлачење израелских и слање међународних снага које би надгледале мир у јужном Либану. Три месеца касније, 13. јуна 1978. године, Израел је потпуно повукао своје трупе из Либана и предао контролу јужног дела земље хришћанској групи - Армији јужног Либана, која је у сукобима била на страни Израела.

### Друга израелска инвазија и окупација
Палестинска ослободилачка организација је наставила да користи територију Либана као базу из које је могуће нападати Израел ракетама и артиљеријом. 6. јуна 1982. године Израел је поново напао Либан са циљем да се једном заувек обрачуна са ПОО (на енглеском ПЛО). Израелске снаге су окупирале све јужно од Бејрута, као и делове самог града Бејрута. Током ове инвазије Израела, Ели Хобеика, припадник Либанске армије која је сарађивала са Израелским снагама, упада у избегличке центре Сабра и Шатила, са чијим планом је унапред био упознат министар одбране Аријел Шарон, и извршава масакр. Израелски планови о Либану су наишли на велики проблем 14. септембра 1982. године, са атентатом тада изабраног председника Башир Жемајилом, за којег се сматрало да је тајни симпатизер Израела.

### Међународно посредовање
Међународне војне снаге су дошле у Бејрут 20. августа 1982. године како би надгледале повлачење ПЛО-а из Либана и захваљујући америчком посредовању евакуација сиријских трупа, као и ПЛО ратника, почела је из Бејрута. ПЛО се повукао до 1983. (види мапу испод)
Овај период у историји Либана је видео пораст радикализма и екстремизма и велики број терористичких напада на стране снаге, међу којима су били напади и бомбардовање америчке амбасаде у Бејруту и касније бомбардовање америчких војних барака. Ти су напади имали за последицу крај западног војног присуства у Либану. 1982. године Хезболах бива званично оформљен.
Након серије напада различитих либанских милитантних скупина на израелске војнике у септембру 1983. Израел је почео извлачити трупе које су се задржале у пограничном појасу на југу Либана широком дванаест километара. Уплитање у Либански рат резултовало је оставком премијера Бегина у августу 1983., а војни ангажман у Либану Израелу је донео више од 1.200 погинулих војника. Израелске трупе задржале су се у јужном Либану до 2000. године.
1988. и 1989. година су представљале године комплетног и невиђеног хаоса. Парламент није успео да поново за председника изабере Амина Гемајела (који је требало да замени убијеног брата, такође председника, Бачир Гемејала 1982), којем је 23. септембра истицао мандат. Петнаест минута пре истека председничког мандата, Гемајел поставља прелазну владу на чијем челу је био војни командант генерал Мишел Аун. Аунов претходник није прихватио ову одлуку, те није прихватио ни његово постављење, тако да је у том тренутку Либан остао без председника, са двема владама које су у том тренутку биле ривали, као и са 40-так парамилитантних снага.

### Крај рата
У јесен 1989. у саудијском граду Таифу чланови старог либанског парламента, који су представљали све либанске етничке и верске заједнице, донели су нови устав. Устав је предвидео већа политичка права већинског муслиманског становништва те је формалноправно означио крај хришћанске доминације Либаном. Но, један од вођа хришћанске заједнице, генерал Аун, одбацио је политичко решење из Таифа због нерешеног питања сиријског војног присуства у Либану. Почетком 1990. либанске снаге верне новом председнику Хравију уз помоћ сиријске војске почињу офанзиву на војне скупине лојалне генералу Ауну. Након вишемесечних борби, у октобру 1990. сломљен је отпор Аунових снага и поражена је његова енклава у источном Бејруту.

## Последице
Процењује се да је више од 100.000 људи погинуло и да је око 100.000 постало на неки начин хендикепирано услед физичких повреда током 15 година дугог рата.
Поразом Ауна сломљена је војна моћ либанске хришћанске заједнице и уклоњена последња препрека споразуму из Таифа. Последица Либанског грађанског рата био је раст политичке моћи либанских муслимана, док је хришћанска заједница изгубила повлашћени положај који је уживала од колонијалних времена. Либанска је војска преузела контролу над земљом и распустила већину милиција, но скупине попут шиитског Хезболаха остале су и даље снажне. Сиријска доминација у земљи, која је још 1991. године била запечаћена споразумом о пријатељству и сарадњи, протегла се на идућу деценију и по, те је контингент сиријских војника био у Либану до марта 2005. године. Деведесетих је година Либан ушао у раздобље привредне и политичке стабилизације која је била прекинута тек убиством бившег председника Харирија.
Дана 22. маја 2000. године, Израел је унилатерално повукао све своје преостале трупе из јужног Либана у сагласности са резолуцијом 425 из 1978. године Савета безбедности Уједињених нација. 2. септембра 2004. године Савет безбедности, позивајући се на претходно издате резолуције, нарочито на 425 (1978), 520 (1982) и 1553 (јули 2004), издаје нову резолуцију 1559, спонзорисану од стране САД-а и Француске, којом се захтева потпуно повлачење снага Сирије. Резолуцијом се не наводи име Сирије, али се наводи да све “стране трупе морају напустити Либан” како би се спровели слободни избори.

## Реконструкције
Држава се полагано опоравља од рата, са страним инвестицијама и туризмом у порасту. Сиријске снаге су окупирале велики део државе, све до одласка априла 2005. године (видети Кедарску револуцију). Иран и даље има велики утицај над Хезболахом, чије је седиште у Бека долини и има огранке у јужном Либану. Упркос томе, делови Либана и Бејрута су видели опоравак након завршетка рата. Цивилно становништво Либана ужива висок степен слободе у односу на остатак арапског света. Након 12 година од завршетка рата, Бејрут је скоро потпуно изграђен. Телекомуникациони систем државе је увелико рехабилитован, и у 2004. и 2005. години стране инвестиције у држави су прешле милијарду долара.